# Pla de Na Tesa
Pla de Na Tesa ist ein Ort auf der Baleareninsel Mallorca, der zur Gemeindeverwaltung Marratxí gehört.
Pla de na Tesa mit 4.314 Einwohnern (2011) grenzt im Norden direkt an die Start- und Landebahn des bis 1960 einzigen Flughafen von Mallorca, dem Aeródromo de Son Bonet an. Es ist einer der wichtigsten Orte in der Gemeinde Marratxí in der Nähe des Pont d’Inca und Pórtol. Vom Ortskern sind es rund 7 km bis Marratxí und 9 km bis Palma.

## Geschichte
Der Ortsname wurde gewählt, weil das Gelände völlig flach, d. h. ohne Erhebungen, verläuft.  Der Schutzpatron ist Sant Llàtzer (Lazarus).

## Historische Gebäude
- Can Bosch
- Can Coll
- Can Valla
- Iglesia de Sant Llàtzer

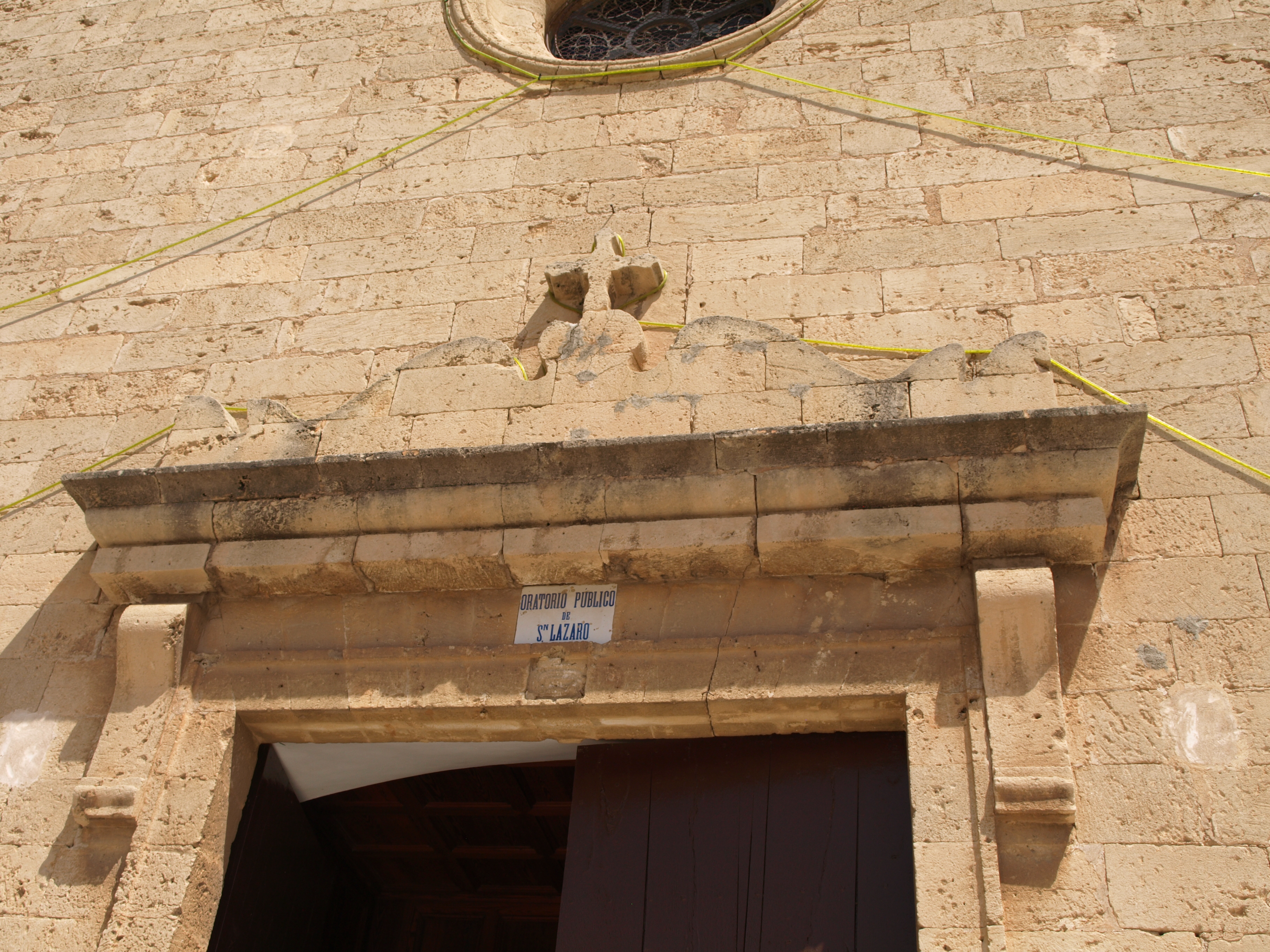
Eingang der Kirche Sant Llàtzer

Der Kirchenbau begann 1858 und wurde mit dem Bau des Kirchturms 1889 abgeschlossen. 1857 erwarb die Cura de San Marcial ein Grundstück im Ort und errichtet die Iglesia de Sant Llàtzer, die 1864 vom Bischof vom Palma geweiht wurde. Im Jahre 1889 wurden die Arbeiten am Kirchturm beendet. Die neoklassische Bauweise endete mit der Platzierung von zwei Glocken – die kleinere stammt aus Barcelona, die größere aus Palma.
- Trinkwasserbrunnen aus der Gründerzeit auf dem Platz vor der Kirche.

## Einrichtungen
- Residencia Son Llebre, das größte balearische Zentrum mit Forschung und Unterkünften für Behinderte und Alzheimer-Kranke. (Son Llebre auf Google Maps: ).  Stationär können dort rund 700 Menschen in Appartements untergebracht werden. Das integrierte Trainingszentrum für Sozialdienste mit Berufsschule für sozialstrukturelle Dienstleistungen bildet jährlich rund 3.000 Pflegefachkräfte aus. Das Zentrum wurde im Februar 2012 eröffnet.[1]

- Biblioteca del Pla de Na Tesa.
- Escuelas deportivas, eine Sportschule für Fußball die Escuela de Fútbol und die Escuela de Baloncesto, Basketball-Schule.

## Wirtschaft
Pla de Na Tesa ist bekannt für die Herstellung von Mandelmilch (llet d'ametla). Seit 2006 wird jedes Jahr die Messe Fira de la llet d'ametla zusammen mit dem Fest des Schutzpatrones im Dezember veranstaltet.